# Schynige Platte-Bahn

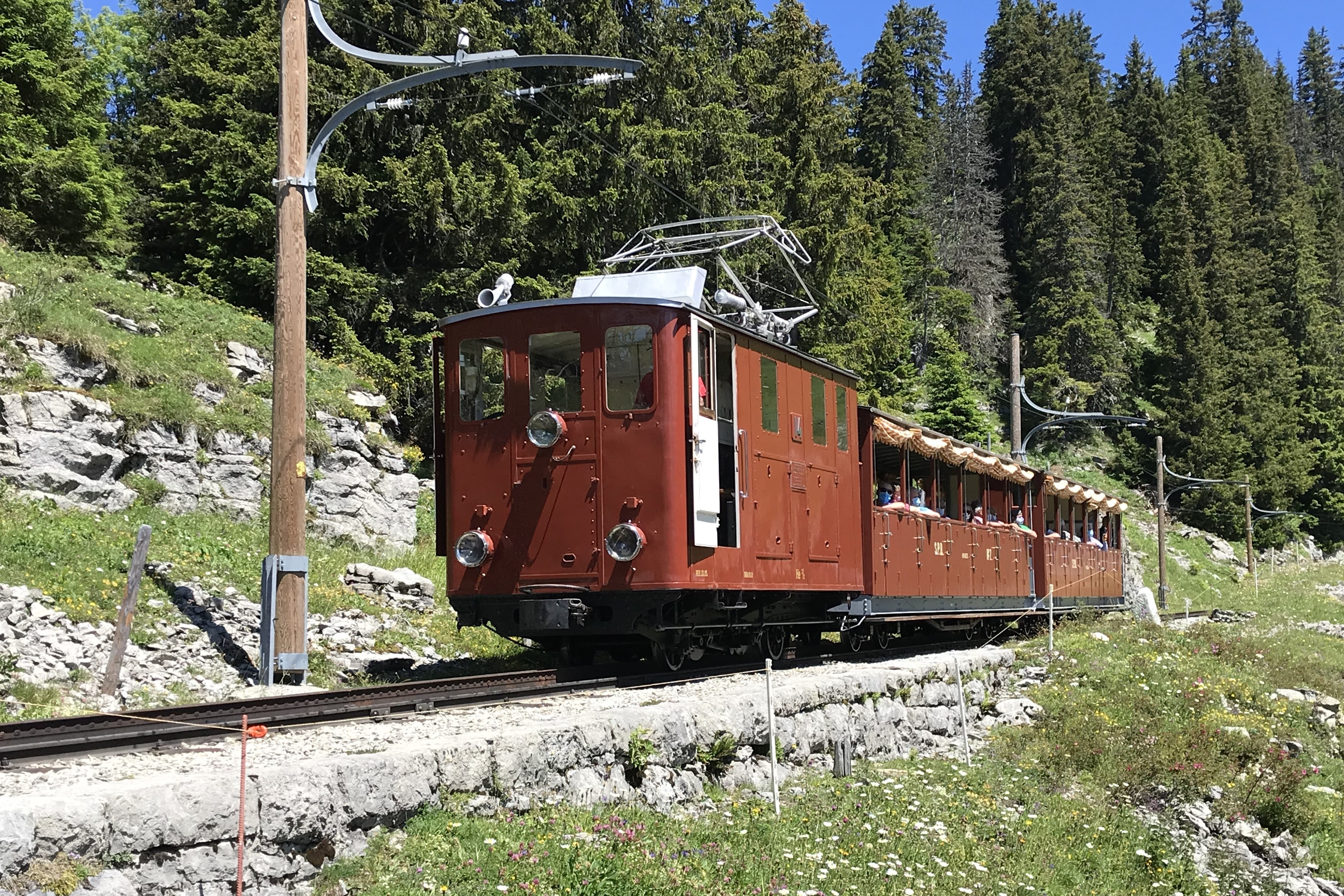
De Schynige Platte-Bahn onderweg

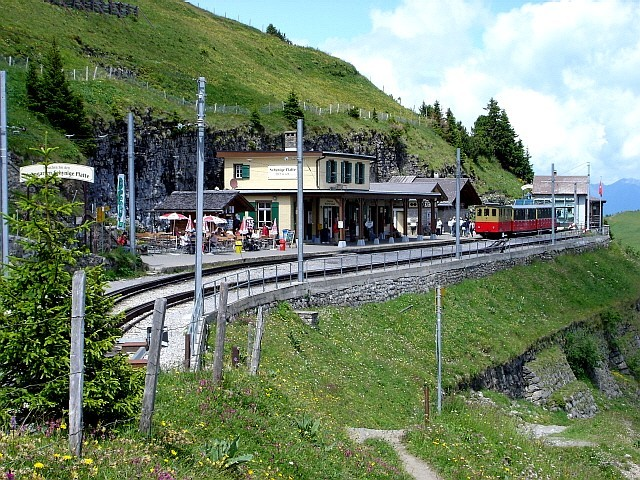
Eindstation Schynige Platte

De Schynige Platte-Bahn (SPB) is een Zwitsers bergspoor in het Berner Oberland, gelegen in het kanton Bern.

## Beschrijving
Het 7,26 km lange traject loopt van Wilderswil (waar aansluiting bestaat op de spoorlijn Interlaken - Lauterbrunnen van de Berner Oberland-Bahn), naar de Schynige Platte, een hooggelegen bergplateau en uitzichtspunt over de Brienzersee, de Thunersee, de Eiger, de Mönch en de Jungfrau. Er bevinden zich bij het eindpunt op 1987 meter hoogte ook een Alpinum (een botanische tuin met Alpenflora) en een hotel.
De SPB maakt gebruik van het tandradsysteem Riggenbach, ontwikkeld door de Zwitserse constructeur en ondernemer Niklaus Riggenbach (1817-1899). Er moet een groot hoogteverschil worden overwonnen: de stijging is gemiddeld 190‰ en maximaal 250‰.
De enkelsporige lijn heeft een spoorwijdte van 80 centimeter en is geëlektrificeerd met een spanning van 1500 volt gelijkstroom. De treinen van maximaal twee rijtuigen worden voortbewogen door tweeassige locomotiefjes, die duwen bij de rit naar boven en trekken op de terugweg. Van de elf aanwezige locomotieven dateren er vier uit het elektrificatiejaar 1914. Er is ook nog een rijvaardige stoomlocomotief uit 1894. Van de rijtuigen is een aantal sinds 1992 van nieuwe stalen rijtuigbakken voorzien. In 2005 werd op proef een motorwagen van de Wengernalpbahn ingezet. Dit was geen succes. Bij hoogwater in augustus 2005 werd het voertuig bovendien dusdanig beschadigd dat het in het voorjaar van 2006 werd afgevoerd.
De Schynige Platte is geen wintersportoord en het traject wordt 's winters niet bereden, ook wegens lawinegevaar. De bovenleiding wordt in de herfst gedemonteerd en in het voorjaar weer aangebracht.

## Geschiedenis
De concessie voor het traject werd in 1890 verstrekt. Op 14 juni 1893 werd de lijn geopend. De SPB werd reeds in 1895 overgenomen door de Berner Oberland-Bahnen (BOB). De elektrificatie vond in 1914 plaats.
In 1946 werd de bedrijfsvoering van de Wengernalpbahn, de Jungfraubahn (JB) en de Berner Oberland-Bahnen (BOB) in een gemeenschappelijke directie ondergebracht. Deze directie werd in 2000 de rechtsopvolger van voornoemde bedrijven, een dochteronderneming van Jungfraubahnen Holding en de Berner Oberland-Bahnen (BOB)